# Zaretis ellops
Zaretis ellops är en fjärilsart som beskrevs av Ménétriés 1855. Zaretis ellops ingår i släktet Zaretis och familjen praktfjärilar. Inga underarter finns listade i Catalogue of Life.